# Ban municipal
El ban municipal és un document públic que emana de l'administració local. Es troba a Espanya i a Mèxic.
Els bans municipals espanyols solament han sigut bans emanats de l'alcalde des del segle xix fins que introduí la novetat la Llei 57/2003, de 16 de desembre, sobre mesures per a la modernització del Govern local, permetent que els regidors puguen dictar bans municipals.
Els bans municipals mexicans contemporanis són de policia i bon govern i tenen naturalesa de reglament.